# Man @ Work
Man @ Work est un album musical enregistré par le chanteur australien Colin Hay et sorti en 2003 sur le label Compass Records. C'est le huitième album de sa carrière solo, après avoir été le chanteur du groupe Men at Work.
L'album est essentiellement une rétrospective de la carrière de Colin Hay.

## Liste des morceaux[1]
1. Beautiful World (alternate mix) 	3:39
2. Down Under (version acoustique) (C. Hay, Ron Strykert) 	3:33
3. Overkill (version acoustique) 	3:47
4. Storm in My Heart   	3:09
5. Looking for Jack (C. Hay, J. Alsop) 	4:07
6. Don't Be Afraid   	2:56
7. It's a Mistake   	4:46
8. Waiting for My Real Life to Begin (C. Hay, T. Mooney) 	5:45
9. To Have and to Hold   	3:29
10. Who Can It Be Now? (version acoustique) 	3:24
11. Be Good Johnny (C. Hay, Greg Ham) 	3:35
12. Love is Innocent   	4:43
13. Down Under (nouvelle version) (C. Hay, R. Strykert) 	4:48

## Musiciens
- Colin Hay - guitare basse, guitare, claviers, Chant
- Jeff Babko - orgue, piano, keyboards
- Luis Conte - percussion
- Johnathon Dresel - batterie
- Jimmy Earl — basse
- Bill Esparza - saxophone
- Chad Fischer (en) — percussion, drums, chœurs
- Mario Gonzales - trompette
- Greg Ham - flûte
- Andrés "Dez" Hernandez
- Eric Jorgensen - trombone
- Cecilia Noël — piano, chœurs
- Lee Thornburg — trompette
- Guillermo Vadala — basse
- Lyle Workman — guitare
- Toshi Yanagi — guitare